# Roziers-Saint-Georges
Roziers-Saint-Georges är en kommun i departementet Haute-Vienne i regionen Nouvelle-Aquitaine i västra Frankrike. Kommunen ligger i kantonen Châteauneuf-la-Forêt som tillhör arrondissementet Limoges. År 2022 hade Roziers-Saint-Georges 161 invånare.

## Befolkningsutveckling
Antalet invånare i kommunen Roziers-Saint-Georges
| Referens: INSEE |